# هيلاري سكوت
هيلاري سكوت (بالإنجليزية: Hillary Scott)‏ هي كاتبة غنائية ومغنية ومغنية مؤلفة أمريكية، ولدت في 1 أبريل 1986 في ناشفيل في الولايات المتحدة.

## وصلات خارجية
- الموقع الرسمي
- هيلاري سكوت على موقع IMDb (الإنجليزية)
- هيلاري سكوت على موقع ميوزك برينز (الإنجليزية)
- هيلاري سكوت على موقع أول ميوزيك (الإنجليزية)
- هيلاري سكوت على موقع ديسكوغز (الإنجليزية)
- هيلاري سكوت على موقع قاعدة بيانات الفيلم (الإنجليزية)